# Schizomus greeni
Schizomus greeni är en spindeldjursart som beskrevs av Gravely 1912. Schizomus greeni ingår i släktet Schizomus och familjen Hubbardiidae. Inga underarter finns listade i Catalogue of Life.